# Capo di tutti capi
Capo di tutti capi (ou Capo dei capi) é a expressão utilizada para designar "o chefe de todos os chefes" da máfia siciliana e da Cosa Nostra Americana. O termo foi usado pela primeira vez ao público na Comissão Kefauver do Senado dos Estados Unidos. Desde 1958, este "título" foi ostentado por:
- Charles "Lucky" Luciano de 1931-1946 (criou o sindicado e a expressão)[3]
- Frank "Primeiro-Ministro" Costello de 1937-1957
- Vito Genovese de 1957-1969
- Salvatore Greco de 1958 a 1963;
- Luciano Liggio de 1963 a 1974;
- Gaetano Badalamenti de 1974 a 1976;
- Michele "il papa" Greco de 1976 a 1982;
- Salvatore "Totò" Riina de 1982 a 1993;
- Joseph Massino de 2002 a 2004, considerado o último Capo dei capi nos Estados Unidos, reconhecido pela Comissão como tal. Após ele, ninguém mais reivindicou a posição.[4]
- Bernardo Provenzano de 1993 a 2006;
- Matteo Messina Denaro de 2006 a 2021, considerado o mafioso mais poderoso da Itália.